# Komitet dla Spraw Odpowiedzialności
Komitet dla Spraw Odpowiedzialności (ang. Commission on the Responsibility of the Authors of the War and on Enforcement of Penalties) – organ powołany podczas paryskiej konferencji pokojowej, w skład którego weszło piętnastu alianckich specjalistów z dziedziny prawa międzynarodowego, stąd też zwany Komitetem Piętnastu.
Uwieńczeniem działań wojennych była paryska konferencja pokojowa, która miała na celu zapewnić światu trwały pokój. Trwała ona od 19 stycznia 1919 do 20 stycznia 1920 roku. Podczas konferencji podjęto próbę zdefiniowania pojęcia zbrodni wojennych. W tym celu został utworzony Komitet Do Spraw Odpowiedzialności, który działał w latach 1919–1920.
Komitet działał od stycznia 1919 pod przewodnictwem Sekretarza stanu USA Roberta Lansinga. Efektem pracy było sformułowanie po raz pierwszy zasady odpowiedzialności za pogwałcenie praw i zwyczajów wojny, zestawienie przestępstw wojennych, a także sporządzenie listy niemieckich zbrodniarzy wojennych, sprecyzowanie sposobu ich karania oraz zdefiniowanie zbrodni wojennych, w ramach VII części traktatu wersalskiego (art. 228-230).
Komitet do Spraw Odpowiedzialności uznał, że osoby, które popełniły jakąkolwiek ze zbrodni, bez względu na stanowisko jakie zajmowały powinny zostać ukarane. W tym celu opracował listę trzydziestu dwóch przestępstw wojennych: 
1. mord, zabójstwo masowe i systematyczny terror
2. zabijanie zakładników
3. torturowanie osób cywilnych
4. rozmyślne głodzenie ludności cywilnej
5. akty gwałtu wszelkiego rodzaju
6. przymusowa prostytucja
7. deportacja ludności cywilnej
8. internowanie ludności cywilnej w nieludzkich warunkach
9. praca przymusowa na rzecz nieprzyjaciela
10. dążenie do przywłaszczenia sobie władzy suwerennej w czasie okupacji wojsk
11. przymusowy pobór rekruta na terenach okupowanych
12. dążenie do pozbawienia obywatelstwa ludności terenów okupowanych
13. rabunek mienia
14. bezprawne rekwizycje i kontrybucje
15. niszczenie własności
16. dewaluacja pieniądza, bicie fałszywej monety
17. nakładanie kar zbiorowych
18. uszkodzenie i pustoszenie własności
19. rozmyślne bombardowanie otwartych miast
20. niszczenie pomników i budynków o wartości historycznej lub służących celom dobroczynności
21. zatapianie okrętów handlowych i pasażerskich bez uprzedniego ostrzeżenia i zastosowania środków ratowniczych
22. zatapianie łodzi rybackich
23. rozmyślne bombardowanie szpitali
24. naruszenie przepisów o Czerwonym Krzyżu
25. używanie gazów trujących
26. atakowanie i zatapianie okrętów szpitalnych
27. używanie zakazanych typów pocisków
28. odmowa brania jeńców
29. złe obchodzenie się z rannymi i jeńcami
30. używanie jeńców do przymusowej pracy zakazanej poprzez prawo narodów
31. nadużywanie białej flagi
32. zatruwanie studzien.

Większość z nich była uprzednio zakazana przez haski regulamin wojny lub konwencje genewskie.
Z ramienia Polski do Komitetu weszli Konstanty Skirmunt i Leon Łubieński (1861-1944), późniejszy senator.